# Ernest Russell
Pour les articles homonymes, voir Russell.
Temple de la renommée : 1965
Ernest Russell, dit Ernie Russell, né le 21 octobre 1883 à Montréal et mort le 23 février 1963, est un joueur professionnel canadien de hockey sur glace des années 1900 et 1910.
Il a joué pour l'Association des athlètes amateurs de Montréal et les Wanderers de Montréal. Il a remporté la coupe Stanley avec ces derniers en 1906, 1907, 1908 et 1910.
Il est aussi connu pour avoir marqué un coup du chapeau sur cinq matchs consécutifs. Il a été intronisé au Temple de la renommée du hockey en 1965.

## Statistiques
| Saison    | Équipe                | Ligue         |    | Saison régulière | Saison régulière | Saison régulière | Saison régulière | Saison régulière |    | Séries éliminatoires | Séries éliminatoires | Séries éliminatoires | Séries éliminatoires | Séries éliminatoires |
| Saison    | Équipe                | Ligue         | PJ | B                | A                | Pts              | Pun              | PJ               | B  | A                    | Pts                  | Pun                  |                      |                      |
| 1902-1903 | Stirling Athletics    | MCJHL         |    |                  |                  |                  |                  |                  |    |                      |                      |                      |                      |                      |
| 1902-1903 | Stirling Athletics    | FAIHL         |    |                  |                  |                  |                  |                  |    |                      |                      |                      |                      |                      |
| 1903-1904 | Stirling Athletics    | FAIHL         |    |                  |                  |                  |                  |                  |    |                      |                      |                      |                      |                      |
| 1904-1905 | AAA de Montréal       | CAHL          | 8  | 11               | 0                | 11               |                  |                  |    |                      |                      |                      |                      |                      |
| 1905-1906 | Wanderers de Montréal | ECAHA         | 6  | 21               | 0                | 21               | 13               | 2                | 4  | 0                    | 4                    | 6                    |                      |                      |
| 1906-1907 | Wanderers de Montréal | ECAHA         | 9  | 43               | 0                | 43               | 26               |                  |    |                      |                      |                      |                      |                      |
| 1906-1907 | Wanderers de Montréal | Coupe Stanley |    |                  |                  |                  |                  | 5                | 12 | 0                    | 12                   | 35                   |                      |                      |
| 1907-1908 | Wanderers de Montréal | ECHA          | 9  | 20               | 0                | 20               | 37               |                  |    |                      |                      |                      |                      |                      |
| 1907-1908 | Wanderers de Montréal | Coupe Stanley |    |                  |                  |                  |                  | 3                | 11 | 0                    | 11                   | 7                    |                      |                      |
| 1909-1910 | Wanderers de Montréal | ANH           | 1  | 3                | 0                | 3                | 6                |                  |    |                      |                      |                      |                      |                      |
| 1910      | Wanderers de Montréal | ANH           | 12 | 32               | 0                | 32               | 51               |                  |    |                      |                      |                      |                      |                      |
| 1910      | Wanderers de Montréal | Coupe Stanley |    |                  |                  |                  |                  | 1                | 4  | 0                    | 4                    | 3                    |                      |                      |
| 1910-1911 | Wanderers de Montréal | ANH           | 11 | 18               | 0                | 18               | 56               |                  |    |                      |                      |                      |                      |                      |
| 1911-1912 | Wanderers de Montréal | ANH           | 18 | 27               | 0                | 27               | 110              |                  |    |                      |                      |                      |                      |                      |
| 1912-1913 | Wanderers de Montréal | ANH           | 15 | 7                | 0                | 7                | 48               |                  |    |                      |                      |                      |                      |                      |
| 1913-1914 | Wanderers de Montréal | ANH           | 12 | 2                | 4                | 6                | 21               |                  |    |                      |                      |                      |                      |                      |